# Височная эпилепсия
Височная эпилепсия, (ВЭ; англ. Temporal lobe epilepsy, TLE) — форма эпилепсии, для которой характерны периодически повторяющиеся неспровоцированные приступы с локализацией эпилептогенного очага в медиальной либо латеральной височной доле мозга. Типы приступов — простые парциальные без потери сознания (как с аурой, так и без неё) и сложные парциальные с потерей сознания. В последнем случае процесс возбуждения распространяется на обе височные доли, что вызывает потерю сознания и нарушение памяти. Височная эпилепсия является наиболее распространённой формой эпилепсии очаговых припадков.
Больные могут испытывать галлюцинации, обманы восприятия: видеть, слышать, чувствовать вкус, улавливать запах и прикасаться к тому, что не является реальным. Некоторые люди сообщают о наличии ауры (обычно угрожающей), описываемой как ясное чувство дежавю или страха.
Как правило, ВЭ диагностируют в детстве или же подростковом возрасте. Диагностика болезни производится с помощью анализа крови и исследований мозга (например: ЭЭГ, КТ, ПЭТ и/или МРТ). Она может иметь ряд причин — черепно-мозговые травмы, инсульты, структурные повреждения мозга, опухоли мозга; если же причину не удается найти, говорят, что это идиопатический случай.
Первый шаг в лечении болезни — это принятие противоэпилептических препаратов. В некоторых случаях показано хирургическое вмешательство, в особенности если есть наблюдаемая аномалия в головном мозге. Второй вариант — это лечение посредством электростимуляции блуждающего нерва (VNS-терапия).

## Причины и механизмы заболевания
Предполагается, что фебрильные судороги в детском возрасте предрасполагают к дальнейшему развитию заболевания, однако причина этого не ясна.
При височной эпилепсии может отмечаться склероз гиппокампа и мезиальный височный склероз.
Характерная патология мозга при височной эпилепсии — дисперсия гранулярных клеток гиппокампа. Дисперсия встречается, по разным оценкам, у 45—73 % пациентов. Тяжесть этой патологии напрямую связана с недостатком рилина, белка, регулирующего позиционирование нейронов. В мышиной модели медиальной височной эпилепсии, длительные судороги приводят к потере рилин-вырабатывающих интернейронов и последующему нарушению позиционирования новорожденных гранулярных клеток зубчатой извилины. Сниженная концентрация рилина не позволяет цепочкам мигрирующих нейробластов вовремя разъединиться и прекратить миграцию.

## Лечение
При любых видах эпилепсии эффективна монотерапия.